# Богослужение первой седмицы Великого поста
Богослуже́ние пе́рвой седми́цы Вели́кого поста́ — начало великопостных служб, являющихся образцом совершения продолжительных покаянных молений, подготавливающих православных христиан к достойной встрече Пасхи — главного церковного праздника. Строгость исполнения первых дней Святой Четыредесятницы такова, что в случае совпадения с ними Сретения Господня, вся служба этого великого двунадесятого праздника переносится на день (или на два дня) раньше — на Прощёное воскресенье. Также на другой день должна переноситься и служба обретения главы Предтечи.
Все богослужения совершаются по Триоди постной, — из Октоиха в будние дни берутся только Троичны, седальны и светильны текущего гласа (зачастую указывающиеся в приложениях к Постной Триоди) и по Минее. Обычная Литургия Иоанна Златоуста на Первой седмице Великого поста совершается только в субботу.

## Чин прощения накануне
На вечерне Вход с кадилом. «Све́те Ти́хий…». Диакон или священник возглашает:
Проки́мен вели́кий, глас осмы́й — Не отврати́ лица́ Твоего́ от о́трока Твоего́, я́ко скорблю́; ско́ро услы́ши мя, вонми́ души́ мое́й и изба́ви ю.(Пс. 68:18—19)
Хор повторяет этот прокимен, а затем повторяет его и после каждого из трёх стихов, возглашаемых диаконом:
Спасе́ние Твое́, Бо́же, да прии́мет мя.
Да у́зрят ни́щии и возвеселя́тся.
Взыщи́те Бо́га, и жива́ бу́дет душа́ ва́ша.(Пс. 68:30, 33)
Закрываются царские врата. Чтец произносит «Сподо́би, Го́споди…». Священнослужители переоблачаются в темные одежды.
Диакон [или иерей в епитрахили (в приходских храмах — и в фелони, если он служит один без диакона)] выходит для произношения просительной ектении на солею перед царскими вратами, певцы поют эту ектению и последующие не обычным, но скорбным великопостным напевом.
После «Ныне отпущаеши…» и Трисвято́го по «Отче наш…» священник из алтаря через северную диаконскую дверь выходит на солею и становится на амвон и возглашает: «Я́ко Твое́ есть Ца́рство…». Клирос поёт:
Ами́нь.
 Богоро́дице Де́во, ра́дуйся, Благода́тная Мари́е, Госпо́дь с Тобо́ю:/ благослове́нна Ты в жена́х, и благослове́н Плод чре́ва Твоего́,// я́ко Спа́са родила́ еси́ душ на́ших.
При пении священник на амвоне со всеми прихожанами делают первый земной поклон. Клирос поёт тем же напевом:
Сла́ва Отцу́ и Сы́ну и Свято́му Ду́ху.
 Крести́телю Христо́в, всех нас помяни́,/ да изба́вимся от беззако́ний на́ших:// тебе́ бо даде́ся благода́ть моли́тися за ны.
Всеми совершается второй земной поклон. Певчие хора продолжают петь:
И ны́не и при́сно и во ве́ки веко́в. Ами́нь.
 Моли́те за ны святи́и апо́столи, святи́и вси,/ да изба́вимся от бед и скорбе́й:// вас бо те́плыя предста́тели ко Спа́су стяжа́хом.
Третий поклон, и далее пение без земных поклонов:
Под Твое́ благоутро́бие прибега́ем, Богоро́дице,/ моле́ния на́ша не пре́зри во обстоя́нии;// но от бед изба́ви ны, Еди́на Чи́стая, Еди́на Благослове́нная.
Чтец произносит: «Господи помилуй» 40 раз, далее:
Сла́ва Отцу́ и Сы́ну и Свято́му Ду́ху. И ны́не и при́сно и во ве́ки веко́в. Ами́нь.
 Честне́йшую Херуви́м и сла́внейшую без сравне́ния Серафи́м, без истле́ния Бо́га Сло́ва ро́ждшую, су́щую Богоро́дицу Тя велича́ем.
 И́менем Госпо́дним благослови́, о́тче.
Священник:
Сый благослове́н Христо́с Бог наш, всегда́, ны́не и при́сно и во ве́ки веко́в.
Чтец:
Ами́нь.
 Небе́сный Царю́, ве́ру утверди́, язы́ки укроти́, мир умири́, святы́й храм сей (святу́ю оби́тель сию́) до́бре сохрани́; пре́жде отше́дшия отцы́ и бра́тию на́шу в селе́ниих пра́ведных учини́, и нас в покая́нии и испове́дании приими́, я́ко Благи́й и Человеколю́бец
Священник, продолжая стоять на амвоне, возглашает Молитву Ефрема Сирина:
Го́споди и Влады́ко живота́ моего́, дух пра́здности, уны́ния, любонача́лия и праздносло́вия не даждь ми.
Священник вместе со всеми в храме совершает земной поклон, а затем продолжает:
Дух же целому́дрия, смиренному́дрия, терпе́ния и любве́ да́руй ми, рабу́ Твоему́.
Иерей на амвоне и все присутствующие кладут второй поклон, после чего батюшка заканчивает молитву:
Ей, Го́споди Царю́, да́руй ми зре́ти моя́ прегреше́ния и не осужда́ти бра́та моего́, я́ко Благослове́н еси́ во ве́ки веко́в.
- Чтец: «Аминь.»
- Возглас священника «Сла́ва Тебе́ Христе́ Бо́же, Упова́ние на́ше, сла́ва Тебе́».
- Отпуст, после которого хор поет многолетны: «Вели́каго Господи́на…».

Затем священник на амвоне становится на колени и читает две «Молитвы в начале поста Святой Четыредесятницы».
Далее следует сам чин прощения. Рядом с амвоном на аналоях полагаются иконы Спасителя и Богородицы. Настоятель творит земные поклоны перед ними и целует их. Затем он обращается к присутствующим с поучением о христианском проведении поста, о необходимости просить прощения друг у друга, чистосердечно прощать обиды, и сам испрашивает прощения у причта и народа, говоря:
Благословите мя, отцы святии, братия и сестры, и простите ми, грешному, ели́ка согреших в сей день и во вся дни живота моего делом, словом, помышлением и всеми моими чувствы.
Сказав это, он земно кланяется народу. Все отвечают ему земным поклоном и говорят:
Бог простит тя, отче святый. Прости и нас, грешных, и благослови.
На это наместник отвечает:
Благодатию Своею Бог да простит и помилует всех нас.
Затем все священнослужители в порядке старшинства прикладываются к иконам на аналое Спасителя и Божией Матери, лобызаются с настоятелем и друг с другом в плечи, взаимно испрашивая прощения. За ними идут миряне, целуют иконы и испрашивают прощения у причта и друг у друга. Во время чина прощения принято петь: «Покаяния отве́рзи ми двери…», «На реках Вавилонских…» и др. В некоторых храмах принято также петь Стихиры Пасхи, заканчивая их словами: «И та́ко возопии́м».
После этого — вечером в Неделю сыропустную (и во все Недели Четыредесятницы) положено совершать малое Повечерие с каноном и поклонами, а с утра, перед началом Утрени, должна совершаться вседневная Полунощница с поклонами на молитве Ефрема Сирина.

## Великопостная утреня
Перед началом Утрени звон в два колокола.
- Обычное начало.
- Двупсалмие.
- Священник перед престолом творит крест кадилом с возглашением:

Сла́ва Святе́й, и Единосу́щней, и Животворя́щей, и Неразде́льней Тро́ице, всегда́, ны́не и при́сно, и во ве́ки веко́в!
- Читается шестопсалмие.
- Великая ектения.
- Возглашается «Аллилуия» со стихами: «От но́щи у́тренюет…» и проч. Певцы поют: «Аллилуия», по трижды на каждый из четырёх стихов.
- Три Тро́ичных тропаря (см. приложение Триоди). Чаще Тро́ичные тропари читаются, а их окончания поются.

Припев к первому Тро́ичному тропарю особый для каждого дня седмицы:
| В понеде́льник:        | «Свят, Свят, Свят еси́, Бо́же наш, предста́тельствы безпло́тных Твои́х поми́луй на́с.»              |
| Во вто́рник:           | «Свят, Свят, Свят еси́, Бо́же наш, моли́твами Предте́чи Твоего́ поми́луй на́с.»                     |
| В сре́ду же и в пято́к: | «Свят, Свят, Свят еси́, Бо́же наш, си́лою Креста́ Твоего́ сохрани́ на́с Го́споди.»                   |
| В четверто́к:          | «Свят, Свят, Свят еси́, Бо́же наш, моли́твами апо́стол Твои́х, и святи́теля Никола́я, поми́луй на́с.» |

Припевы ко второму и к третьему троичным тропарям каждый день постоянные:
| Ко второму Тро́ичну: | «Свят, Свят, Свят еси́, Бо́же наш, моли́твами всех святы́х Твои́х поми́луй нас.» |
| К третьему Тро́ичну: | «Свят, Свят, Свят еси́, Бо́же наш, Богоро́дицею поми́луй нас.»                 |

- Стихословятся три кафизмы, с разделением на три «Славы» и пением великопостным распевом. Малых ектений по кафизмах не бывает во всю Четыредесятницу, кроме суббот, Недель и некоторых других праздников.

После 1-й кафизмы — седальны текущего гласа Октоиха. Их удобнее искать в приложении Триоди (в конце Триоди). Если в Минее у сегодняшнего святого есть кондак, то в седальнах, перед Богородичном, поется мученичен текущего гласа с припевом: «Ди́вен Бог во святы́х Свои́х, Бог Изра́илев» (в приложении Триоди он помещается после седальнов). Если в Минее кондака у рядового святого нет, то мученичен поется после 6-й песни канона (тогда в седальнах этот «мученичен» не читается).
После 2-й и 3-й кафизм — седальны в Триоди (на ряду).
- Хор — запев: «Господи, помилуй» (трижды), «Слава…».
- Чтец — «И ныне…», и читает псалом 50-й.
- Диакон (или иерей) на амвоне произносит молитву: «Спаси́, Бо́же, лю́ди Твоя́…» (из литии великой вечерни).
- Певцы: «Господи, помилуй» (12).
- Иерей:

Ми́лостию и щедро́тами и человеколю́бием единоро́днаго Твоего́ Сы́на, с Ни́мже благослове́н еси́, со пресвяты́м, и благи́м, и животворя́щим Твои́м Ду́хом, ны́не и при́сно, и во ве́ки веко́в.
- Певцы: «Ами́нь».

### Канон
Далее следует канон. На великопостной утрене три канона — из Минеи (8 песен — без второй) и два трипеснца из Триоди. Трипеснцы состоят:
| В понеде́льник: | из 1-й, 8-й и 9-й песней |
| Во вто́рник:    | из 2-й, 8-й и 9-й песней |
| В сре́ду:       | из 3-й, 8-й и 9-й песней |
| В четверто́к:   | из 4-й, 8-й и 9-й песней |
| В пято́к:       | из 5-й, 8-й и 9-й песней |

Канон стихословится со стихами библейских песен в специальном разделе Ирмология, распределением стихов к тропарям для будних дней Великого поста. Полностью текст библейской песни исполняется только в песнях с трипеснцами. В остальных песнях в качестве припевов к тропарям используется только последние их два стиха. Песни, в состав которых входят трипеснцы, поются следующим образом:
- певцы поют (все стихи библейских песен иногда читает чтец) из Ирмология соответствующую порядковому номеру библейскую песнь до отметки «На 14»,
- затем поют ирмос канона Минеи,
- затем поют следующий стих библейской песни,
- чтец произносит первый тропарь канона Минеи,
- певцы поют следующий стих библейской песни,
- чтец произносит ещё раз первый тропарь канона Минеи. Если в песни канона 4 тропаря, то первый тропарь не повторяется, а читается следующий,
- певцы поют следующий стих библейской песни,
- чтец — второй тропарь канона Минеи,
- певцы — следующий стих библейской песни,
- чтец — третий тропарь канона Минеи,
- певцы — следующий стих библейской песни,
- чтец — богородичен канона Минеи,
- певцы — следующий стих библейской песни. Этот стих обозначен «На 8»,
- чтец — первый тропарь первого трипеснца Триоди. 1-й и 2-й тропари первого трипеснца Триоди могут прочитываться за один стих библейской песни, если трипеснец содержит на один тропарь больше, чем обычно,
- певцы — следующий стих библейской песни,
- чтец — второй тропарь первого трипеснца Триоди,
- певцы — следующий стих библейской песни,
- чтец — третий тропарь первого трипеснца Триоди,
- певцы — следующий стих библейской песни,
- чтец — богородичен первого трипеснца Триоди,
- певцы — следующий стих библейской песни. Этот стих обозначен «На 4»,
- чтец — первый тропарь второго трипеснца Триоди,
- певцы — следующий стих библейской песни,
- чтец — второй тропарь второго трипеснца Триоди,
- певцы: «Сла́ва Отцу́ и Сы́ну, и Свято́му Ду́ху». На 8-й песни: «Благослови́м Отца́ и Сы́на и Свята́го Ду́ха Го́спода.»
- чтец — Троичен Триоди,
- певцы: «И ны́не и при́сно и во ве́ки веко́в. Ами́нь.»,
- чтец — богородичен Триоди,
- певцы: «Сла́ва Тебе́, Бо́же наш, сла́ва Тебе́».
- чтец — первый дополнительный тропарь Триоди,
- певцы: «Сла́ва Тебе́, Бо́же наш, сла́ва Тебе́».
- чтец — второй дополнительный тропарь Триоди,
- певцы поют катавасию из Триоди. На 8-й песни перед катавасией поётся: «Хва́лим, благослови́м, покланя́емся Го́сподеви, пою́ще и превознося́ще во вся ве́ки.»

Если случатся две службы святым, то в песнях с трипеснцами два канона Минеи поются на 6. Тогда к двум стихам из библейских песен присоединяются сразу по два тропаря святым. Богородичен первого канона (из Минеи) не читается. В песнях без трипеснцев оба канона Минеи поются на 8 тропарей. Стихи библейских песен после ирмоса поются от отметки «на 8», предваряемые не входящим в счет ирмосом канона первого святого. В 3-й (кроме среды) и в 6-й песнях ирмос первого канона Минеи поется в начале песни, а ирмос канона второго святого — на катавасию.
Богослужебный Устав предполагает, что и библейские песни и тропари канонов в течение всего года поются. Однако из-за сложности, канон в Великом посту обычно читают два чтеца: один — стихи библейских песен, другой — тропари канонов Минеи и трипеснцев.
Вторая песнь стихословится только по вторникам Великой четыредесятницы.
Песни, в которых нет трипеснцев, поются «На 4» тропаря, ирмосы в этот счет не входят. В 1-й, 4-й, 5-й и 7-й песнях ирмосы предваряют пение тропарей, а в 3-й (кроме среды) и 6-й служат катавасией и поются только по окончании чтения тропарей.
По 3-й песни — ектения малая. Седален святого. «Слава… и ныне…» — Богородичен Минеи.
По 6-й песни — ектения малая. Кондак и икос Минеи (если есть). Если в Минее кондака у рядового святого нет, то по 6-й песни читается мученичен Октоиха (см. в седальнах по 1-м стихословии в приложении Триоди).
По 8-й песни поётся «Величит душа моя Господа…» с земным поклоном на каждый припев «Честнейшую Херувим…» и совершается обычное каждение храма.

### Окончание утрени
После канона певчие поют: «Достойно есть». Все творят земной поклон. Далее:
- Ектения малая.
- Светилен печатается после Троичных текущего гласа в приложении Триоди, и исполняется три раза: После 1-го возглашения светильна поётся его окончание в зависимости от дня седмицы. «Сла́ва…» — и повторяется светилен, но уже с окончанием: «Моли́твами, Го́споди, святы́х Твои́х, и спаси́ мя». «И ны́не…» — третий раз тот же светилен, с окончанием: «Моли́твами, Го́споди, Богоро́дицы, и спаси́ мя». В светильне 6-го гласа изменяемая от дня седмицы часть исполняется в начале светильна, а хор три раза допевает неизменяемое его окончание.
- Чтец — хвалитные псалмы: «Хвали́те Го́спода с Небе́с…». После псалмов — «Сла́ва… и ны́не…», «Тебе́ сла́ва подоба́ет…», «Сла́ва Тебе́, показа́вшему нам свет», «Сла́ва в вы́шних Бо́гу…» (вседневное славословие). В седмичные дни Великого поста (понедельник — пятница) читается всегда вседневное славословие, даже в двунадесятый праздник Благовещения Пресвятой Богородицы.
- Если случатся под числом в Минее два святых на ряду, стихиры первого святого (положенные на «Го́споди, воззва́х…») поются на вечерне, а второго — на хвалитех, от пометки На 4 (первая стихира поётся дважды). «Сла́ва… и ны́не» — Богородичен (в среду и пяток — Крестобогородичен) по гласу стихир на ряду или Богородичен из приложения Минеи по гласу стихир, от меньших. Если в службе святых на «Господи, воззвах» есть славник, то он не переносится на хвалитны утрени. После Богородична — «Слава Тебе, показавшему нам свет», «Слава в вышних Богу…» (вседневное славословие). Таким образом, после стихир «Слава… и ныне…», «Тебе слава подобает…» не читается.
- Ектения просительная, и молитва главопреклонения.
- Стиховные стихиры Триоди с обычными припевами. «Слава… и ныне…» — богородичен Триоди. Если святой имеет утреннюю стихиру на «Слава», то «Слава…» — святого, «И ныне…» — богородичен по гласу «Славы», от меньших, из дополнительной части Минеи, а в среду и пяток — крестобогородичен Минеи на ряду. Если в Минее нет славника, то «Слава… и ныне…» — богородичен Триоди (на ряду).
- Чтец: «Благо есть…» читается дважды. Трисвятое… по «Отче наш…».
- Возглас священника: «Яко Твое есть Царство…».
- Чтец: тропарь Часослова: «В хра́ме стоя́ще сла́вы Твоея́…». «Го́споди, поми́луй» (40 раз). «Сла́ва… и ны́не…» — «Честне́йшую Херуви́м…». «И́менем Госпо́дним…».
- Иерей перед царскими вратами: «Сый благослове́н…».
- Чтец молитву: «Небе́сный Царю́…».
- Священник — молитву Ефрема Сирина: «Го́споди и Влады́ко живота́ моего́…» и поклоны 3 великих, 12 малых поклонов с молитвой: «Бо́же, очи́сти мя, гре́шнаго», и ещё раз — «Го́споди и Влады́ко живота́ моего́…» с одним великим поклоном.
- Чтец: «Ами́нь», и без отпуста утрени читается 1-й час. Отпуст утрени совершается после 1-го часа. Иерей, по обычаю, возвращается в алтарь, закрывает завесу и снимает фелонь.

## Великопостные часы
Совершение великопостных часов имеет свои особенности в сравнении со вседневными часами:
- После чтения трёх обычных псалмов на каждом часе читается рядовая кафизма, за исключением понедельников и пятниц на первом часе и пятниц на девятом часе[6]. Также нет кафизмы на первом и девятом часах на Страстной седмице в Великий понедельник, в Великий вторник и в Великую среду.
- Вместо тропаря святого на каждом часе троекратно (с двумя стихами) поётся постовой тропарь часа, с земными поклонами.
- На первом часе после Богородична часа поются стихи часа: «Стопы́ моя́ напра́ви по Словеси́ Твоему́…» по два раза, а последний стих — трижды.
- На шестом часе тропарь пророчества, прокимен со стихом, паремия, и ещё один прокимен со стихом.
- Вместо кондаков святым — другие молитвы, которые могут меняться с днём седмицы.
- В конце каждого часа молитва Ефрема Сирина «Го́споди и Влады́ко живота́ моего́…», с земными и поясными поклонами,
- Все часы, по приходской практике, совершаются вместе — один за другим. По Уставу же, после первого часа полагается Лития о усопших и огласительное чтение преподобного Феодора Студита.

## Изобразительны
- Поются Заповеди блаженства с припевами «Помяни́ нас Го́споди, егда́ прии́деши во Ца́рствии Твое́м». Затем трижды с земными поклонами поётся: «Помяни́ нас Го́споди/Влады́ко/Святы́й, егда́ прии́деши во Ца́рствии Твое́м».
- Чтец: «Лик небе́сный…» со стихами, Никео-Цареградский Символ веры, «Осла́би, оста́ви, прости́ Бо́же…», «О́тче наш…».[7]
- Священник: «Я́ко Твое́ есть Ца́рство…».
- Чтец: «Ами́нь.» и кондаки праздника Преображения, дня седмицы, храма, рядового святого, краткое славословие, заупокойный кондак, «Предста́тельство христиа́н непосты́дное…», «Господи помилуй» — 40 раз, «Сла́ва, и ны́не…», «Честне́йшую Херуви́м…», «И́менем Госпо́дним благослови́, о́тче».
- Возглас священника «Бо́же, уще́дри ны…», Молитва Ефрема Сирина с поклонами.

Завершение Изобразительных перед Литургией Преждеосвященных Даров.
После молитвы Ефрема Сирина:
- Чтец: «Ами́нь.», Трисвятое по «О́тче наш…», «Господи помилуй» — 12 раз, молитва «Всесвята́я Тро́ице, Единосу́щная Держа́во…», псалом 33.
- Священник: Отпуст.
- Певцы медленно, чтобы иерей с диаконом успели приготовиться к начальному возгласу Литургии, трижды поют: «Господи, помилуй!»
- Иерей возвращается в алтарь.

## Вечерня следующего дня
Вседневная вечерня, совершаемая в понедельник, вторник и четверг Четыредесятницы, следует за изобразительными даже без начального возгласа: после поклонов с молитвой Ефрема Сирина, положенных в конце изобразительных, чтец: «Ами́нь!», «Прииди́те, поклони́мся…» — трижды, предначинательный псалом 103, и прочее последование Великопостной вечерни.
После пения «Го́споди, воззва́х…» поются 3 стихиры из Триоди, и 3 из Минеи — стихиры памяти святого ещё не наступившего следующего дня.
В конце великопостной вечерни:
- Читается молитва «Небе́сный Царю́…».
- Иерей — молитву Ефрема Сирина с поклонами. Затем иерей возвращается в алтарь.
- Читается конечное Трисвятое по «О́тче наш…», «Го́споди, поми́луй.» — 12 раз, молитва: «Всесвята́я Троице…», «Бу́ди и́мя Госпо́дне…» — трижды, «Сла́ва… и ны́не…», псалом 33-й полностью.
- Диакон: «Прему́дрость».
- Певцы: «Досто́йно есть…» до слов: «и Ма́терь Бо́га на́шего.» включительно.
- Иерей: «Пресвята́я Богоро́дице, спаси́ нас».
- Певцы: «Честне́йшую Херуви́м…».
- Иерей: «Сла́ва Тебе́, Христе́ Бо́же, Упова́ние на́ше сла́ва Тебе́!»
- Певцы: «Сла́ва, и ны́не…», «Го́споди, поми́луй» — трижды, «Благослови́».
- Иерей произносит великий отпуст, на котором поминает святых следующего дня.
- Певцы поют: «Вели́каго господи́на и отца́ на́шего…».
- Закрывается завеса царских врат.

Совершается заупокойная лития в притворе храма.

## Повечерие с каноном Андрея Критского
Вечером в понедельник, вторник, среду и четверг первой седмицы Великого поста совершается Великое повечерие с чтением разделённого на четыре части Великого покаянного канона Андрея Критского. В отличие от других канонов, Великий канон исполняется не в конце повечерия, а в самом его начале: после начальных молитв и перенесённого из третьей части повечерия небольшого 69-го псалма. Тропари канона произносятся на средине храма священниками. Основной припев к тропарям:
Поми́луй мя, Бо́же, поми́луй мя.
Продолжается чтение псалмов и других молитв великого повечерия, которое прерывается яркими песнопениями: «С нами Бог», «День преше́д…», «Пресвята́я Влады́чице Богоро́дице, моли́ о нас гре́шных», «Просвети́ о́чи мои́ Христе́ Бо́же…», «Поми́луй нас Го́споди, поми́луй нас…», «Го́споди сил, с на́ми бу́ди…», «Го́споди, а́ще не бы́хом святы́я твоя́ име́ли моли́твенники…» с другими.
В конце повечерия чин прощения, заключительная ектения и отпуст.

## Литургия Преждеосвященных Даров
В среду и в пятницу к Великопостной вечерне присоединяется особая Литургия преждеосвященных Даров. Во время стихословия Псалтири (чтения кафизмы) преждеосвященный Агнец вынимается из дарохранительницы, поставляется на престоле, кадится и благоговейно переносится на жертвенник.
После первой паремии священник отверзает царские врата и осеняет молящихся зажжённой свечой и кадилом со словами:
Свет Христо́в просвеща́ет всех.
После второй паремии торжественно поётся великий прокимен:
Да испра́вится моли́тва моя́, я́ко кади́ло, пред Тобо́ю, воздея́ние руку́ мое́ю, же́ртва вече́рняя.
Затем следуют ектении сугубая и об оглашенных. Перед Великим входом поётся:
Ны́не Си́лы Небе́сныя с на́ми неви́димо слу́жат, се бо вхо́дит Царь Сла́вы, се Же́ртва та́йная соверше́на дорино́сится.
После:
Ве́рою и любо́вию присту́пим, да прича́стницы Жи́зни ве́чныя бу́дем. Аллилуи́а, аллилуи́а, аллилуи́а.
Царские врата затворяются, завеса закрывается только наполовину. Окончание почти как и на обычной Литургии.

## Окончание седмицы
Память великомученика Феодора Тирона начинает прославляться ещё в пятницу на стихирах вечерни перед Литургией преждеосвященных Даров, после которой сразу особый молебен с каноном и освящением колива. После этого во многих приходах (в семинариях и в других духовных школах обычно в 14:00) совершается общая исповедь, а в 17:00 — поскору (без пения) читается великое повечерие, после которого следует утреня и Первый час. С утра в субботу Литургия Златоуста, на которой христиане стараются причаститься после усиленных молитв и строгого воздержания Первой седмицы Великого поста.
В воскресенье Литургия Василия Великого, на которой заготавливается два Агнца для Преждеосвященных литургий среды и пятницы предстоящей седмицы. Сразу после Литургии совершается молебен Торжества Православия над всеми ересями.

## Особенности остальных седмиц Четыредесятницы
Начиная с Недели Торжества Православия в Русской православной церкви может:
- совершаться Чинопоследование Пассии с акафистом страстям Христовым,
- на повечериях заранее прочитываться службы святым, чья память в этот год выпадает на дни от Лазаревой субботы до Недели Антипасхи,
- на часах заранее прочитываться всё Евангелие, чтобы меньше читать в первые три дня Страстной седмицы,
- регулярно совершаться соборования не только над больными, но и над телесно здоровыми.